# Citroën BX
Citroën BX (заводське позначення XB) — середньорозмірна модель французького виробника автомобілів Citroën, що виготовлялась з літа 1982 року до кінець 1994 року в кузові хетчбек і універсал (Break). В 1986 році модель модернізували. Всього виготовлено 2 315 739 автомобілів BX.

## Історія

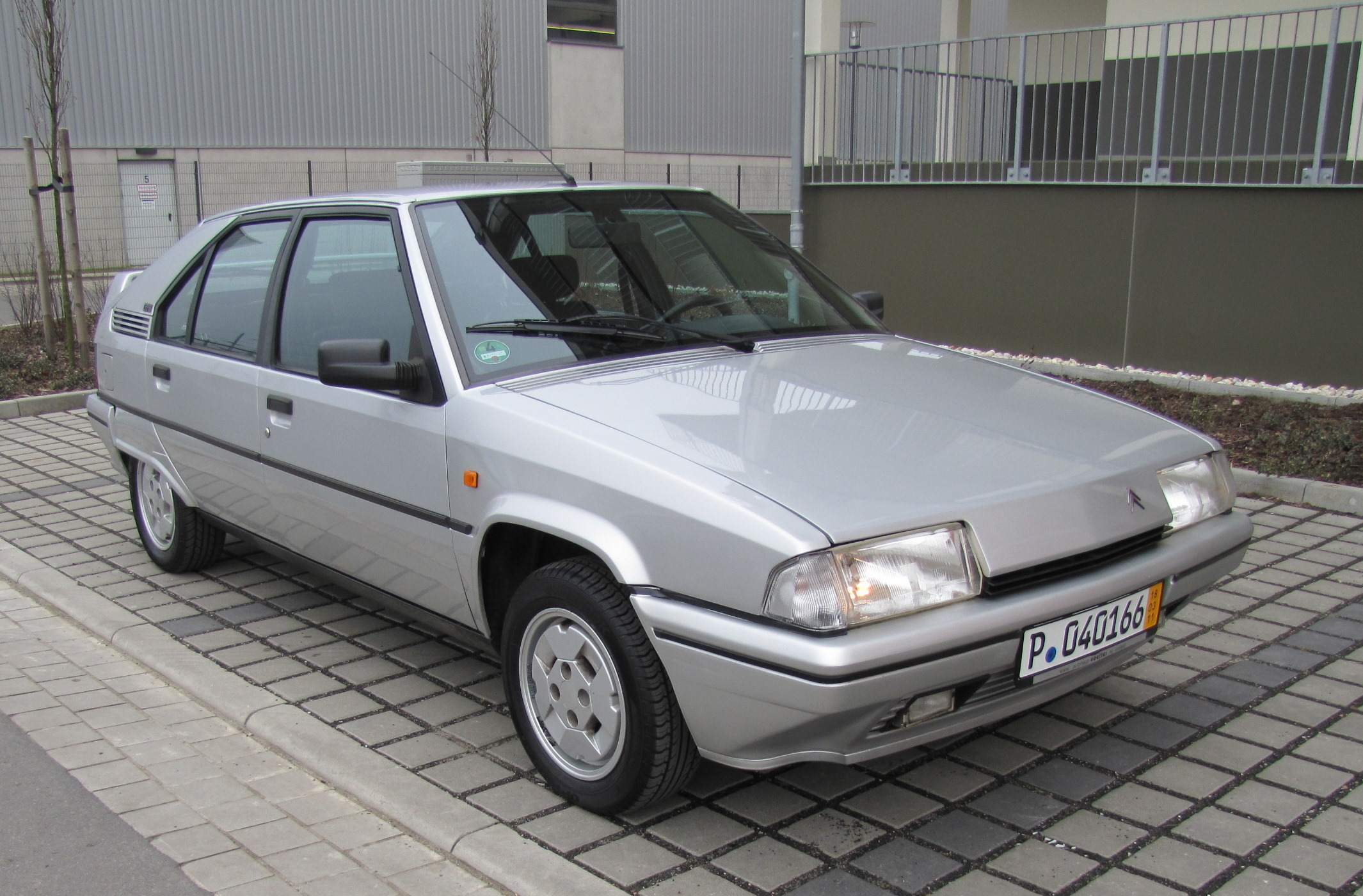
Citroën BX (1986—1994)

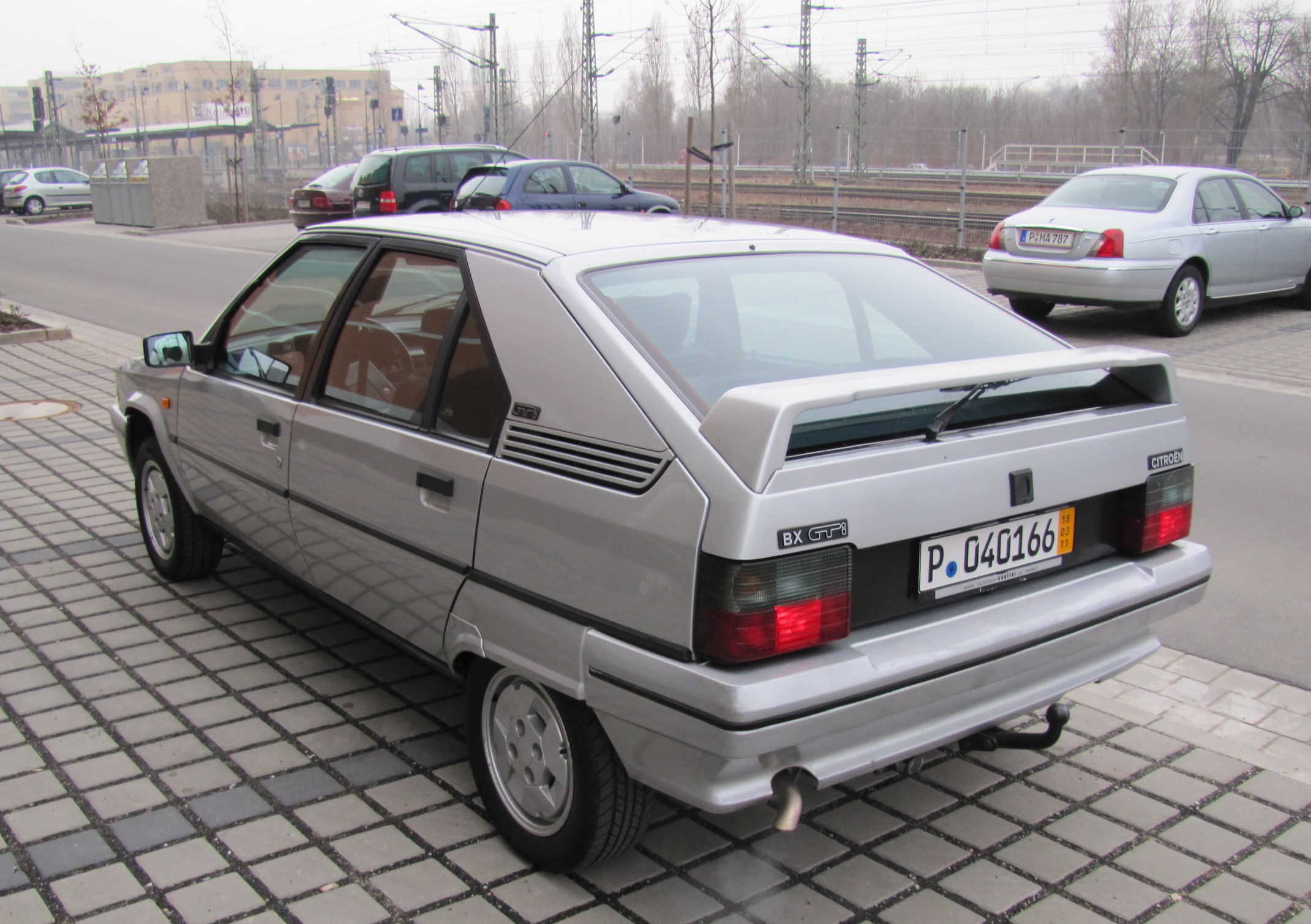
Citroën BX (1986—1994)

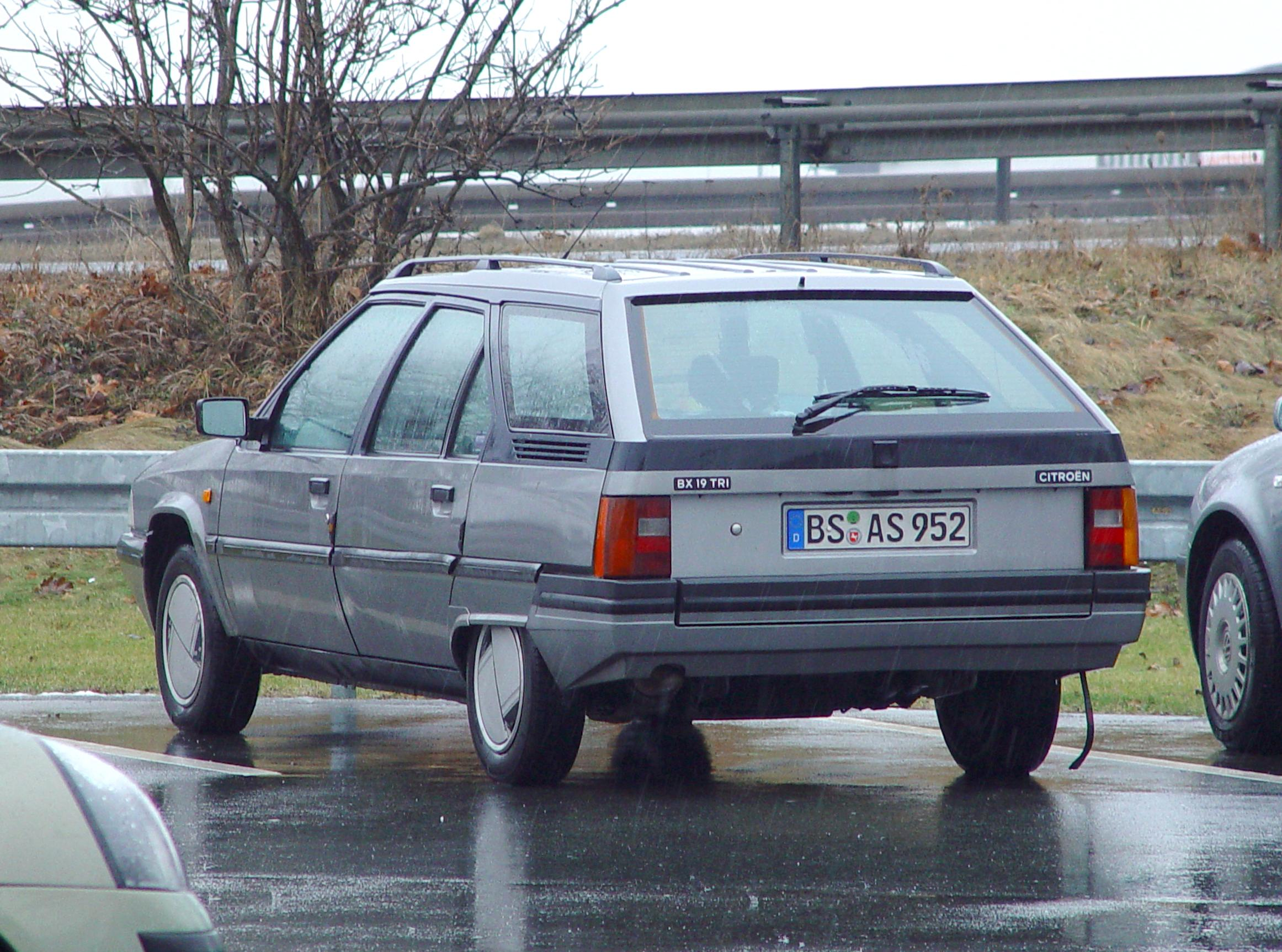
Citroën BX Break

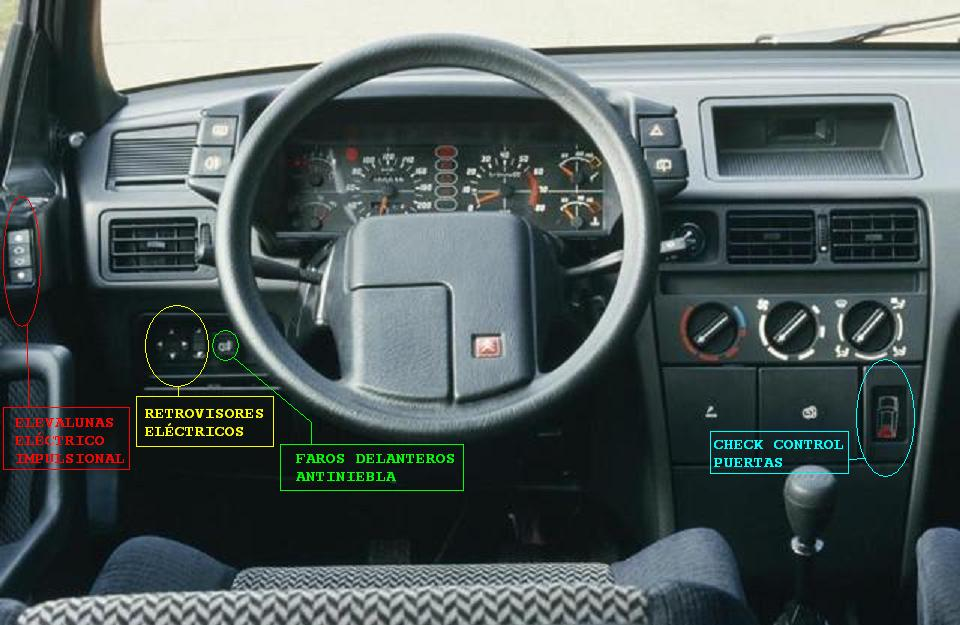

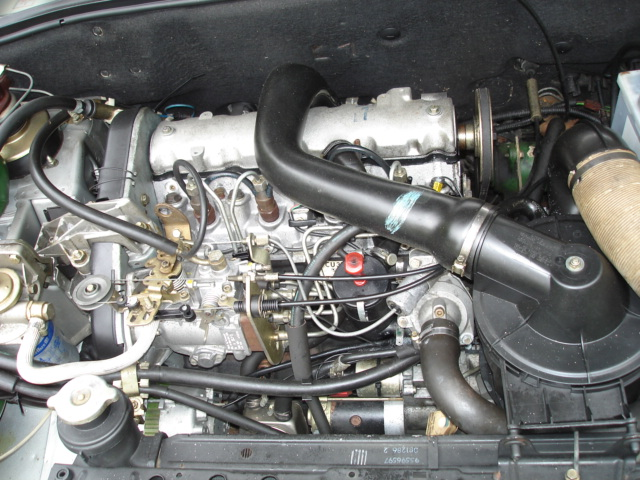
Двигун BX 19 TRD з 47 кВт (64 к.с.)

Citroën BX був представлений в червні 1982 року, продажі почалася восени цього року, з презентацією в Парижі, що пройшла 2 жовтня 1982 під Ейфелевою вежею. BX розроблявся як зміна малому сімейному автомобілю Citroën GS/A, представленому в 1970 році. Французька рекламна кампанія використовувала слоган «J'aime, j'aime, j'aime» (Я люблю, я люблю, я люблю) показуючи автомобіль у супроводі музики, написаної спеціально Жюльєном Клерком. Британська рекламна кампанія використовувала гасло «Loves Driving, Hates Garages» (Любить водіння, ненавидить гаражі), що відображало зусилля Citroën сприяти зниженню витрат на технічне обслуговування BX.
Хетчбек був розроблений Марчелло Гандіні з Bertone, на основі його невикористаного дизайн для британського концепт-кара 1977 року Reliant FW11 і його концепт-кара 1979 року Volvo Tundra. Це був другий автомобіль, після злиття Peugeot і Citroën в 1976 році, перший з яких, Citroën Visa, з'явився в 1978 році. BX поділяв платформу з Peugeot 405, який з'явився в 1987 році. Серед особливостей, які виділяють автомобіль серед конкурентів, була традиційна гідропневматична самовирівнююча підвіска Citroën, широке використання пластикових панелей кузова (капот, задні двері, бампери), а також передні і задні дискові гальма.
На BX встановлювалися рядні чотирьох-циліндрові двигуни з рідинним охолодженням від автомобіля GS, і змінили його нові бензинові двигуни групи PSA (XY, ТУ і XU серії) об'ємом у 1360 см3, 1580 см3, а з 1984 року і 1905 см3. 1124 см3 двигун, дуже незвичайний в машині такого розміру, був також доступний в країнах, де транспортний податок безпосередньо пов'язаний з об'ємом двигуна, такі як Італія, Португалія і Греція. Двигуни 1,1 і 1,4 літрів використовувалися в BX до 1988 року, раніше встановлювані в Peugeot 104 і Renault 14. 1,6-літрові (і, з 1984 року, 1,9-літрові) версії використовували нові двигуни XU-серії, які пізніше встановлювалися на багатьох автомобілях Peugeot, і вироблялись на новому заводі двигунів, побудованому для цієї мети. Дизельний двигун XUD з'явився в 1984 році, разом з турбодизелем, вони повинні були стати найуспішнішими варіантами, і були особливо популярні і продавалися у Великій Британії.
Всі бензинові двигуни позначалися 11, 14, 16, 19, що говорило про об'єм двигуна (в деяких країнах, менш потужна, 80-сильна (59 кВт) версія 1,6-літрового двигуна позначалася як BX15E замість BX16). Модель 11TE була відзначена іноземною автомобільною пресою, як повільна і незручна.
1,1-літровий двигун під кодом H1A був спеціально налаштований для Італії, Греції та Португалії. Він встановлювався на автомобілях, вироблених з 1988 по 1993 роки і мав потужність 55 к.с. (40 кВт) при 5800 об/хв.
Рік по тому була запущена версія універсал. В кінці 1980-х років з'явилися система повного приводу і турбодизельні двигуни.
У 1986 році з'явився MK2 BX. Інтер'єр і панель приладів змінилися до більш звичайного вигляду. Ранні GT (і Sport) моделі вже мали стрілковий спідометр і тахометр. Зовнішній вигляд також був трохи оновлений, з новими більш закругленими бамперами, колісними арками під ширші шини, новими дзеркалами і покажчиками повороту. Старий двигун Douvrin був змінений на більш новий двигун TU-серії.
У 1988 році відбувся запуск BX Turbo Diesel, який отримав високу оцінку в автомобільній пресі. Дизельний BX міцно стояв на ринку, але дизельні автомобілі були повільні і шумні. Журнал Diesel Car говорив про BX «ми не можемо придумати ніякого іншого автомобіля, що в даний час продається у Великій Британії, який знаходиться близько до виконання BX Turbo».
У 1989 році, серед моделей BX пройшли незначні зміни і удосконалення, включаючи нові ковпаки коліс і інтер'єрні тканини.
Автомобіль має багато нагород, BX був відомий як буксир (як і CX), особливо дизельні моделі, через їх потужність в поєднанні з підвіскою.
Великою проблемою з BX було його посередня якість збірки, в порівнянні з його конкурентами. Останні BX, збиралися в 1994 році, паралельно зі своїми наступниками. Він був частково замінений на менший Citroën ZX на початку 1991 року, але його повноцінною зміною була велика Citroën Xantia, що надійшла в продаж в березні 1993 року.

## Двигуни
| Двигуни         | Двигуни   | Двигуни              | Двигуни |
| Модель          | Об'єм     | Потужність           | Примітки |
| Бензинові       | Бензинові | Бензинові            | Бензинові |
| --------------- | --------- | -------------------- | --- |
| 11              | 1124 см³  | 55 і 60 к.с.         | Доступно тільки в країнах, що розвиваються і країнах Європи, де оподаткування на основі зсуву (Італія, Греція, Португалія і т. д.) |
| 14              | 1360 см³  | 62-75 к.с.           | карбюратор і інжектор, з і без каталізатора                                                                                        |
| 15              | 1580 см³  | 74-88 к.с.           | дефорсований варіант BX 16 |
| 16              | 1580 см³  | 90-104 к.с.          | |
| 19              | 1905 см³  | 96-125 к.с.          | інжектор, з і без каталізатора |
| 19              | 1905 см³  | 147-160 к.с.         | 16-клапанів, з і без каталізатора, двигуни були встановлені на версії GTI                                                          |
| 4TC             | 2141 см³  | 203 к.с.             | двигун з турбонаддувом |
| Дизельні        |           |                      | |
| 17 Diesel       | 1769 см³  | 44-46 кВт/60-62 к.с. | Wirbelkammerdiesel |
| 17 Turbo Diesel | 1769 см³  | 66 кВт/90 к.с.       | Wirbelkammerdiesel |
| 19 Diesel       | 1905 см³  | 47-53 кВт/64-72 к.с. | Wirbelkammerdiesel |

## BX 4TC

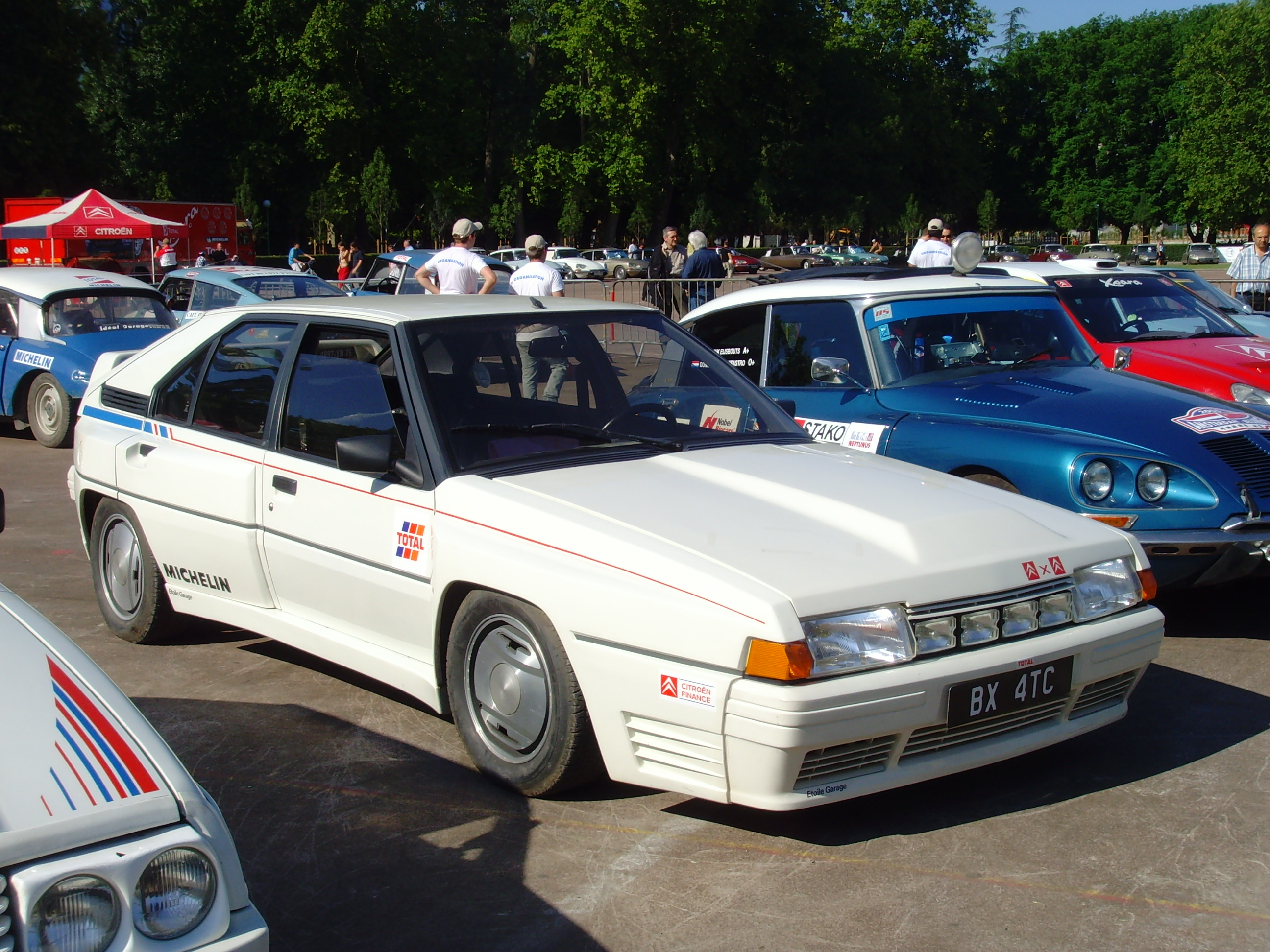
Citroën BX 4TC

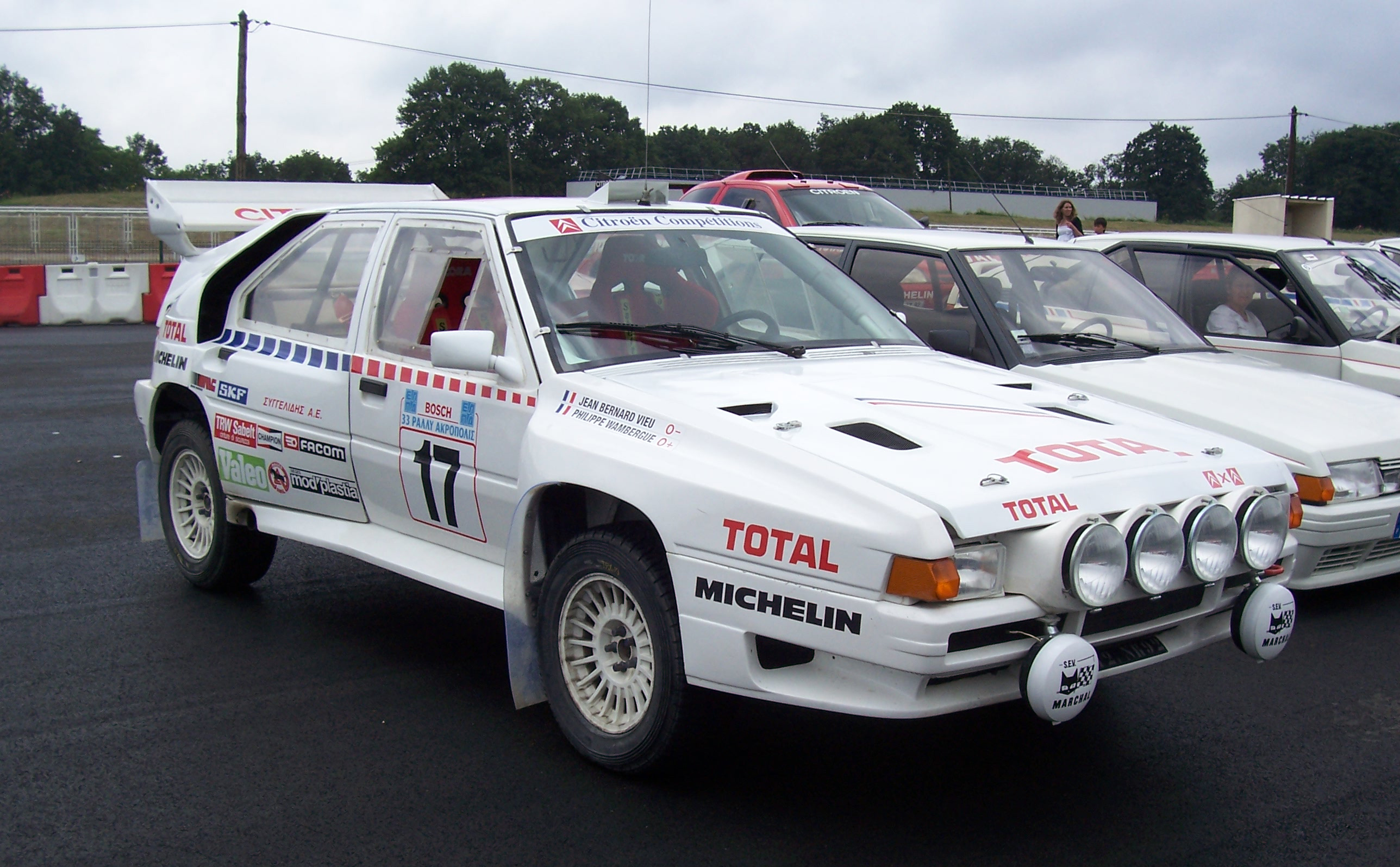
Citroën BX 4TC Evolution

У 1986 році Citroën увійшов до ралі-групи B з BX. Спеціально розроблений для ралі BX отримав назву BX 4TC і мало нагадував стандартний BX. Він мав дуже довгий ніс, тому що двигун (версія двигуна Simca Type 180 від Chrysler Europe з турбокомпресором) був встановлений поздовжньо, на відміну від звичайного BX. Об'єм двигуна було зменшено до 2141,5 см³ (з 2155 куб.см), щоб залишитися під трилітровим лімітом після застосування коефіцієнта FIA 1,4. Ралійна версія BX також мала унікальну гідропневматичну підвіску та п'ятиступінчасту механічну коробку передач від Citroën SM. Задній міст був від задньопривідного Peugeot 505, з вуглецевим карданним валом. Через правила Групи B також довелося виготовити 200 вуличних версій 4TC з двигуном N9TE потужністю 200 к.с. (147 кВт) при 5250 об/хв.
4TC не досяг успіху в змаганнях Чемпіонату світу з ралі, його найкращим результатом було шосте місце на ралі Швеції 1986 року. 4TC брав участь лише у трьох ралі до того, як клас групи В був заборонений наприкінці 1986 року після смерті Анрі Тойвонена на його Lancia Delta S4 на ралі Тур де Корс. Окрім надмірної ваги та поганого розподілу ваги, BX 4TC також страждав від обмеженого ходу підвіски порівняно з конкурентами та не мав центрального диференціала, що означає, що передня та задня осі зазвичай борються одна з одною, обмежуючи ефективність автомобіля на зокрема асфальт.
Вже розчарований поганою продуктивністю автомобіля в автоспорті та розпадом групи B, Citroën зміг продати лише 62 дорожніх 4TC; Проблеми з якістю збірки та надійністю змусили Citroën викупити багато з цих 4TC для утилізації та знищення. З 200 оригінальних екземплярів залишилася лише незначна частина, тому 4TC зараз дуже затребуваний. У той час як кілька приватників продовжували рекламувати BX 4TC Evolution у французьких чемпіонатах з ралі-кросу, Citroën тиснув на них, щоб вони припинили, і до 1989 року історія змагань BX 4TC остаточно припинилася.